# Andrej Golić
Andrej Golić (Banja Luka, 10. veljače 1974.), umirovljeni francuski rukometaš i reprezentativac rođen u Bosni i Hercegovini. Igrao je na poziciji srednjeg vanjskog. 

## Životopis
Rođen je 10. veljače 1974. u Banjoj Luci, gdje je i započeo svoju rukometnu karijeru - igrao je u lokalnom Borcu. Njegov otac, rukometni trener, bio je Srbin, a majka mu je bila Makedonka. S 15 godina debitirao je u prvoj momčadi Borca, a bio je član legendarne klupske generacije koja je osvojila Kup IHF. Godine 1991. odlazi u Francusku gdje postaje član kluba USAM Nîmes, gdje je njegov otac bio trener. U Nîmesu igra do 1995., kada potpisuje za Montpellier HB, klub u kojem je doživio vrhunac svoje klupske karijere. Igrajući s reprezentativnim kolegama Martinijem i Anquetilom, osvojio je EHF-ovu Ligu prvaka 2003., pobijedivši Portland San Antonio u kojem je igrao također jedan reprezentativni kolega, Jackson Richardson. Kada ga je Montpellier počeo sve rjeđe koristiti tijekom utakmica, potpisao je jednogodišnji ugovor sa Zagrebom, gdje igra do travnja 2007. kada, zbog ozljede koljena, odlazi u mirovinu.
Francusko državljanstvo dobio je 1998. godine, otkad postaje reguralni član Constantinijeve momčadi. Sudjelovao je u osvajanju zlata na svjetskom prvenstvu u Francuskoj, a ima i dvije bronce s prvenstava u Portugalu i Tunisu. Za reprezentaciju je sakupio 149 nastupa i postigao 368 pogodaka, od kojih je 60 bilo iz sedmeraca.